# Ministerium für Anleitung und Kontrolle der Bezirks- und Kreisräte
Das Ministerium für Anleitung und Kontrolle der Bezirks- und Kreisräte wurde am 4. Juni 1964 gebildet.
Es diente als wirtschaftspolitisches Kontrollorgan des Ministerrats der DDR. Es sollte als Gegengewicht zu den vorrangig nach wirtschaftstheoretischen Gesichtspunkten anleitenden Ministerien und Institutionen wirken. Das Ministerium wurde jedoch bereits im November 1971 wieder aufgelöst.
Die vom Ministerium für Anleitung und Kontrolle der Bezirks- und Kreisräte wahrgenommenen Aufgaben zur Unterstützung der Anleitung und Kontrolle der örtlichen Räte durch den Ministerrat waren nach der Abschaffung von der Arbeitsgruppe „Organisation und Inspektion“ beim Vorsitzenden des Ministerrates übernommen worden (Leiter der Arbeitsgruppe bis 1989: Staatssekretär Harry Möbis, SED).

## Minister
- Kurt Seibt (SED, 1964–1965)
- Fritz Scharfenstein (SED, 1965–1971)